# Balatum
Balatum war ein Fußbodenbelag, der seit 1928 als preisgünstige Konkurrenz zum Linoleum von der Deutschen Balamundi AG in Neuss am Rhein hergestellt wurde. Balatum gehört zu den Feltbase-Produkten und besteht aus einer mit Kautschuk getränkten Wollfilzpappe. Zur Aufbringung der Musterung wurde Balatum mit einer Spezialölfarbe bedruckt. Balatum wurde in Neuss bis 1967 produziert und dann von den haltbareren und preiswerteren PVC-Belägen vom Markt gedrängt.